# Techstep
Genres dérivés
Moombahcore
La techstep est un sous-genre musical, popularisé à la fin des années 1990, caractérisé par une atmosphère obscure renvoyant à la science-fiction. Le genre s'inspire de la musique industrielle et de la techno avec laquelle il partage l'utilisation d'instruments comme le synthétiseur et la boîte à rythmes. La techstep reste néanmoins un sous-genre du drum and bass, notamment par sa structure musicale.

## Histoire
La techstep est lancée par les scènes jungle et hardstep aux alentours de 1995. Le nom du genre est utilisé pour la première fois par Ed Rush et DJ Trace, qui ont développé l'instrumentation de la techstep. Dans ce cas, le terme « tech » n'indique aucune relation avec le style techno de Détroit, mais avec des sons hardcore et punk plus agressifs et caustiques popularisés en Belgique au début de la décennie. Le lien est donc avec la Acid techno anglaise belge et allemande. La techstep est lancée en réponse à l'ajout d'éléments musicaux pop et mélodiques dans la jungle et le drum and bass, perçus comme une trahison chez les auditeurs de la jungle « originale ». À la place, le genre se mêle à un son européen simplifié, sombre et « plus orienté pour les blancs » remplaçant les éléments R'n'B par un son hardcore et des influences idéologiques comme les mouvements jeunes anticapitalistes et les films dystopiques comme Blade Runner et RoboCop.
En baissant en popularité le techstep retourne à l'underground. Il se continue dans deux courants neurofunk et darkstep. le neurofunk est basé sur une atmosphère de science-fiction, tandis que le darkstep est plus basé sur une ambiance de film d'horreur.